# 船舶装卸工人伤害防护公约
船舶装卸工人伤害防护公约(英語：Protection against Accidents (Dockers) Convention)是1932年4月27日第十六届国际劳工大会通过的一项公约，又称1932年伤害防护（码头工人）公约（修正），是国际劳工组织第32号公约(C032)。公约于1934年10月30日生效。

## 内容
公约为保护船舶装卸工人安全，规定船坞、码头、埠头等的要道和岸上类似场所应加以维护，且应有上下船的安全设备（舷梯、跳板、扶梯等）。
具体（公约第三条）包括：
- 设置安全有效的灯光；
- 充分清除货物；
- 码头边缘空隙大于90厘米且应清除障碍；
- 在相关场所（要道、人行道、潜箱、船坞门等）安装不低于75厘米的栏杆；

等。

## 批准情形
截至目前，已有46个国家批准该公约，但14个缔约国根据1979年职业安全和卫生（码头工作）公约自动退出了本公约，目前公约对包括中国在内的32个国家生效。中华民国于1935年11月30日批准该公约。中华人民共和国则于1984年6月11日承认该公约，公约同日对中国生效。